# Daniele Colli

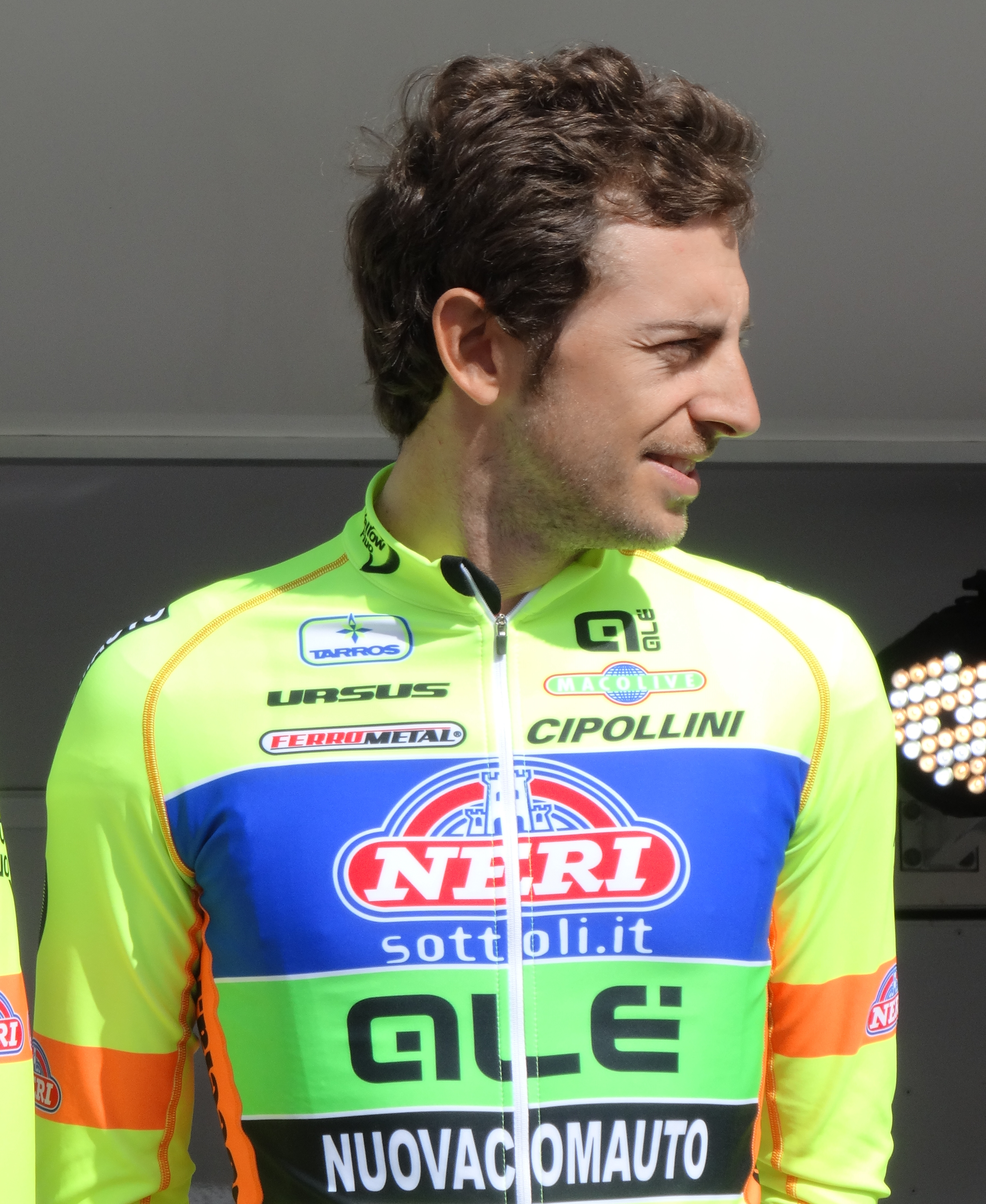
Daniele Colli (2014)

Daniele Colli (* 19. April 1982 in Rho) ist ein ehemaliger italienischer Radrennfahrer.
Daniele Colli wurde 1999 italienischer Straßenmeister in der Junioren-Klasse. Als U23-Fahrer gewann er 2004 den Gran Premio della Liberazione und die Trofeo Alcide De Gasperi.
Im Jahr 2005 erhielt er seinen ersten Vertrag über zwei Jahre bei einem internationalen Radsportteam, dem italienischen ProTeam Liquigas-Bianchi. In seiner ersten Saison dort belegte er Podiumsplatzierungen bei Etappen des Giro del Trentino, der Tour de Romandie und der Tour de Suisse. Seinen größter Karriereerfolg gelang ihm 2015, als er die Gesamtwertung der Tour of China I gewann.
Nach Ablauf der Saison 2017 beendete Colli seine internationale Karriere als aktiver Radrennfahrer.

## Erfolge
1999
- Italienischer Meister – Straßenrennen (Junioren)

2004
- Gran Premio della Liberazione
- Trofeo Alcide De Gasperi

2008
- zwei Etappen Tour of Szeklerland

2012
- eine Etappe Österreich-Rundfahrt

2015
- eine Etappe Tour de Hokkaidō
- Gesamtwertung und eine Etappe Tour of China I

2016
- Punktewertung Tour of Qinghai Lake

## Teams
- 2005–2006 Liquigas
- 2007 Ceramica Panaria-Navigare
- 2008 P-Nívó Betonexpressz 2000 Corratec (ab 01.06.)
- 2009 CarmioOro-A Style
- 2010 Ceramica Flaminia
- 2011 Geox-TMC
- 2012 Team Type 1-Sanofi
- 07/2013–2014 Vini Fantini-Selle Italia / Neri Sottoli
- 2015–2016 Nippo-Vini Fantini
- 2017 Qinghai Tianyoude Cycling Team